# 御船警察署
御船警察署（みふねけいさつしょ）は、熊本県警察所管の警察署である。

## 所管区域
- 上益城郡
  - 御船町
  - 嘉島町
  - 益城町（除く阿蘇くまもと空港敷地内、後述）
  - 甲佐町

※熊本空港は益城町にあるが、熊本東警察署の管轄区域になっている（東署が空港内に派出所を設置している）。

## 所在地
- 熊本県上益城郡御船町大字辺田見406番地4

## アクセス
- 国道445号線沿い
- 熊本バス 辺田見バス停

## 交番・駐在所
| 名称       | 読み     | 所在地                          |
| ---------- | -------- | ------------------------------- |
| 益城交番   | ましき   | 上益城郡益城町大字寺迫51番地4   |
| 嘉島交番   | かしま   | 上益城郡嘉島町大字上島636番地1  |
| 上野駐在所 | うえの   | 上益城郡御船町大字上野1499番地1 |
| 白旗駐在所 | しらはた | 上益城郡甲佐町大字白旗5番地2    |
| 甲佐駐在所 | こうさ   | 上益城郡甲佐町大字岩下157番地6  |

## 主な事件
- 熊本母娘殺害事件 - 1985年（昭和60年）7月24日に上益城郡甲佐町岩下で発生[1]。